# Uwe Lang (Mediziner)
Uwe Lang (* 10. September 1957 in Alsfeld; † 11. September 2019) war ein deutscher Gynäkologe und Hochschullehrer an der Medizinischen Universität Graz.

## Werdegang
Nach dem Abitur begann Uwe Lang, an der Philipps-Universität Marburg Medizin zu studieren. 1976 wurde er im Corps Teutonia Marburg aktiv. Später wechselte er an die Julius-Maximilians-Universität Würzburg, die University of Texas at Austin und das Texas Medical Center in Houston. Nachdem er 1983 in Würzburg das Staatsexamen abgelegt hatte, war er 1984/85 Sanitätsoffizier bei der Bundeswehr, zuletzt als Oberstabsarzt bei der Luftlandetruppe. Danach ging er als Assistenzarzt an die Frauenklinik im Universitätsklinikum Gießen. 1986 wurde er zum Dr. med. promoviert. Von 1991 bis 1993 war er im Rahmen eines DFG-Stipendiums am Perinatal Research Center der University of Cincinnati tätig. Er kehrte 1994 nach Gießen zurück und habilitierte sich bei seinem Corpsbruder Wolfgang Künzel, dem damaligen Direktor der Universitätsfrauenklinik. Nach mehreren Jahren als Stellvertretender Direktor der Universitätsfrauenklinik Gießen wurde er 2004 als Ordinarius auf den Lehrstuhl für Geburtshilfe und Gynäkologie der Medizinischen Universität Graz berufen. Ab 2005 leitete er die Universitätsklinik für Frauenheilkunde und Geburtshilfe der Medizinischen Universität Graz. Er war Herausgeber und Gutachter von 16 Fachzeitschriften. Lang war Vorstandsmitglied und von 2013 bis 2016 Präsident der Österreichischen Gesellschaft für Gynäkologie und Geburtshilfe (OEGGG).